# Лим Джиён (актриса)
Лим Джиён (кор. 임지연?, 林智妍?; род. 23 июня 1990 года, Сеул, Республика Корея) — южнокорейская актриса. После участия в нескольких короткометражных фильмах и театральных постановках она получила свою первую роль в полнометражном кино в фильме «Одержимость» в 2014 году. За эту роль она была номинирована на кинопремию «Голубой дракон» в категории «Лучшая новая актриса» и получила награды на 51-й церемонии «Большой колокол» и 51-й церемонии «Пэксан», среди других наград.
Международное признание она получила за роль в популярном сериале Netflix «Слава» (2022–2023), за которую она была удостоена премии «Лучшая актриса второго плана» на 59-й церемонии «Пэксан». Лим также широко известна своей ролью главной героини в исторической драме «История госпожи Ок» (2024–2025).

## Ранняя жизнь и образование
Лим мечтала стать актрисой после того, как в детстве посмотрела мюзикл «Кошки». Из-за опасений родителей она поступила в гуманитарную школу. В конечном итоге, она поступила в Корейский национальный университет искусств, где специализировалась на актёрском мастерстве и начала свой путь актрисы, убедив родителей. Лим училась в актёрском отделении в составе класса 2009 года вместе с такими однокурсниками, как Пён Ёхан, Ким Джунмён и Пак Джонмин.

## Карьера

### 2011–2021: Начало карьеры и первое признание
Лим дебютировала в 2011 году в короткометражном фильме «Дорогая Катастрофа». Также она снималась в других короткометражных лентах, таких как «Когда заканчивается сентябрь» в 2013 году. В том же году Лим получила свою первую главную роль в полнометражном фильме «Одержимость» режиссера Ким Дэу, будучи студенткой Корейского национального университета искусств. Фильм вышел в 2014 году, а её роль Джон Гахын принесла ей несколько наград, включая звание лучшей новой актрисы на 51-й церемонии премии «Большой колокол» и номинацию на 51-ю премию «Пэксан». Через три месяца после выхода фильма Лим была выбрана моделью для бренда косметики Amorepacific Hanyul, что было обусловлено её восточной элегантностью и современной красотой, соответствующей концепции корейской красоты, которую продвигает бренд.

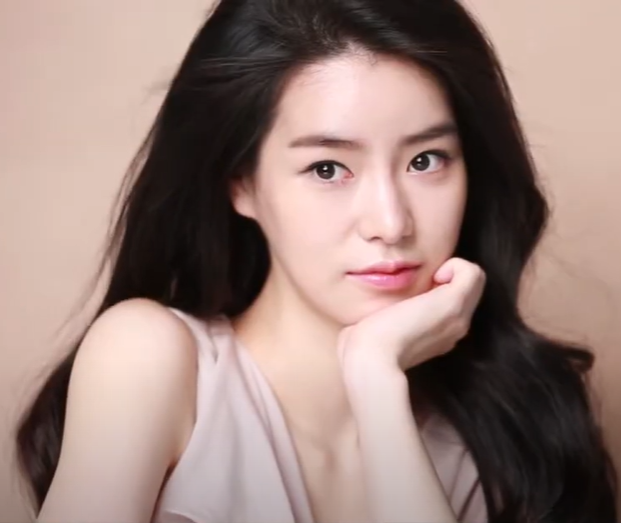
Лим Джинён, 2015 год

В 2015 году Лим исполнила роль амбициозной наложницы Данхи в историческом драматическом фильме «Коварство» режиссера Мин Гюдона. В июне 2015 года она дебютировала на телевидении в сериале «Высшее общество». Её жизнерадостная и милая героиня Ли Джии принесла ей премию «Новая звезда» на церемонии SBS Drama Awards и премию «Лучшая новая актриса» на Korea Drama Awards. Также Лим попробовала себя в роли ведущей новостного шоу MBC Section TV Entertainment News и церемонии SBS Drama Awards 2015 вместе с Ли Хвиджэ и Ю Джунсаном. В том же году она получила премию в категории «Музыка/Ток-шоу — Женщины» на MBC Entertainment Awards.
В 2016 году Лим появилась в ещё одной исторической драме «Джекпот» в роли Дамсо, которая мстит королю из-за болезненной семейной истории. В августе 2016 года она снялась в уикенд-драме «Дуновение ветра» в роли жизнерадостной и позитивной женщины-перебежчика из Северной Кореи, живущей в Южной Корее. Для этой роли она изучила северокорейский диалект. За свою роль Ким Мипун она получила премию «Выдающиеся достижения, Актриса в многосерийном сериале» на церемонии награждения MBC Drama Awards 2017 года. Она также снялась в эпизодической роли в популярной драме «Врачи» благодаря своим тесным отношениям с сценаристом Ха Мёнхи, с которой ранее работала над «Высшим обществом». В том же году она снялась в комедийном фильме «Счастливый ключ» режиссёра Ли Гебёка.

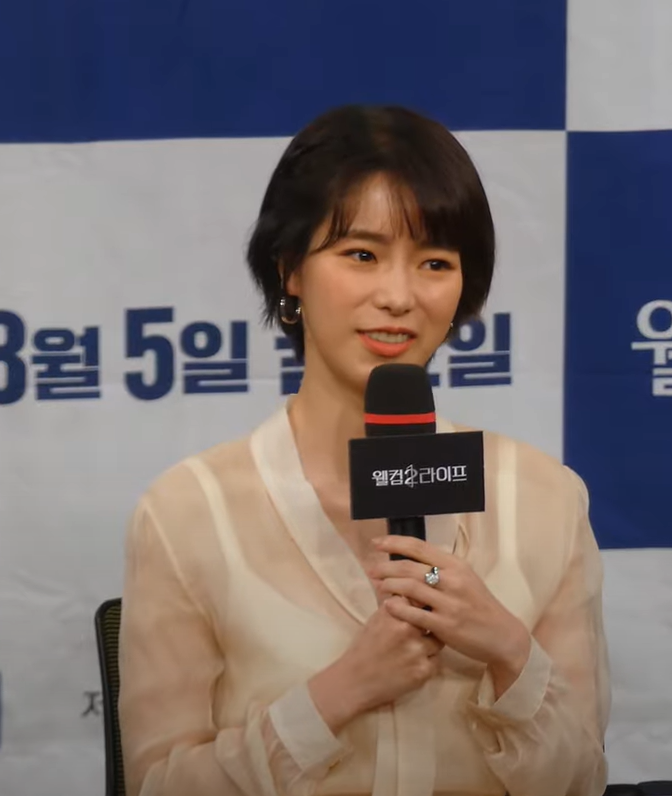
Лим Джинён, 2019 год

Лим вернулась на малые экраны в 2019 году, сыграв главную роль в фэнтезийной романтической комедии «Добро пожаловать в жизнь». Её героиня — квалифицированный юрист, которая попадает в параллельный мир из-за несчастного случая. За эту роль она получила премию «Лучшее исполнение актрисы в мини-сериале (понедельник-вторник)» на 2019 MBC Drama Awards. В том же году Лим снялась в криминальной драме «Война цветов: Одноглазый валет», посвящённой миру азартных игр, сыграв роль Ёнми. Её веб-сериал «Магия», съёмки которого начались в 2017 году, был выпущен на OTT-платформе Seezn в 2021 году. В 2021 году Лим также приняла участие в мистическом экшн-фэнтези фильме «Ускользающий человек» и была номинирована на премию «Большой колокол» за лучшую женскую роль второго плана.
В мае 2020 года Лим подписала контракт с компанией Artist Company.

### 2022–2023: «Слава» и международное признание
В 2022 году Лим исполнила роль Джины в веб-сериале «Особняк» вместе с Юн Гюнсаном. Это детективная драма, в которой героиня пытается найти свою пропавшую сестру среди подозрительных соседей и раскрывает мрачные тайны, связанные с квартирой. В декабре того же года она появилась во второй части оригинального сериала Netflix «Бумажный дом: Корея», где сыграла роль Сeула, персонажа, отсутствующего в оригинальном произведении.

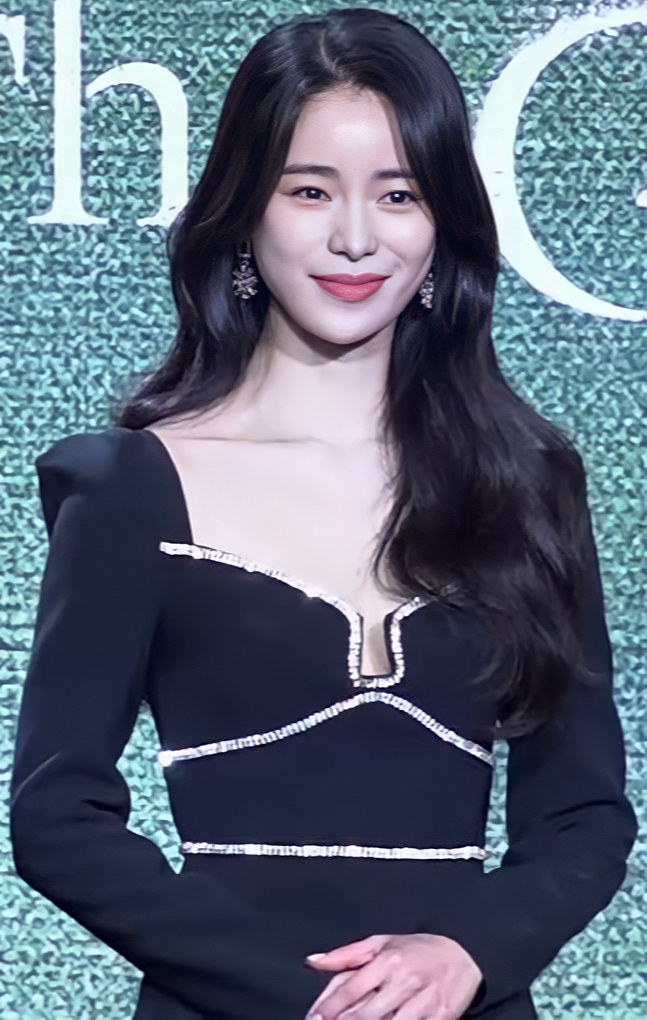
Лим Джинён на пресс-конференции телесериала «Слава», 2022 год

В конце 2022 года Лим исполнила свою первую роль злодея в оригинальном сериале Netflix «Слава», где она сыграла Пак Ёнджин, ведущую прогноза погоды, которая возглавляла группу хулиганов, издевающихся над главной героиней в средней школе. Сериал получил популярность и положительные отзывы зрителей, а её актёрская игра была высоко оценена критиками и считается одной из лучших в её карьере. За роль в «Славе» Лим получила премию за лучшую женскую роль второго плана на 59-й церемонии награждения «Пэксан» и премию за лучшую женскую роль второго плана на 2-й церемонии вручения телепремии «Голубой дракон».
В июне 2023 года Лим снялась вместе с Ким Тхэхи в драме, сочетающей элементы триллера, детектива и саспенса под названием «Ложь, спрятанная у меня в саду». Её актёрская игра в роли жертвы домашнего насилия получила высокую оценку за способность кардинально измениться по сравнению с её предыдущей ролью в сериале «Слава». Особенно вирусной стала одна из её сцен, которая вызвала большой интерес у зрителей и была высоко оценена критиками за изображение освобождения и намёка на безумие после смерти её мужа. Кроме того, Лим приняла участие в криминальной драме-триллере «Голосование по поводу смертной казни», премьера которой состоялась в августе 2023 года.
В августе 2023 года Лим была удостоена награды Ассоциации корейских кинорежиссёров в рамках празднования Дня Бехдел за 2023 год в категории «Актриса года» (телевизионные сериалы) за свои роли в фильмах «Слава» и «Ложь, спрятанная у меня в саду». Жюри высоко оценило её работу в «Славе», отметив, что она не ограничилась изображением персонажа как простого «плоского злодея», а создала сложный и многогранный образ, который они ранее не видели. В «Ложь, спрятанная у меня в саду» Лим продемонстрировала, что даже в леденящих душу сценах мести её животная игра, выражающая желание не морить голодом своего ребёнка в утробе, убедительно передала крайнюю разницу температур внутри одного человека. В 2024 году роль Лим в «Ложь, спрятанная у меня в саду» принесла ей ещё одну номинацию на премию «Лучшая женская роль — телевидение» на  60-й церемонии вручения престижной премии «Пэксан».

### 2024–наст. время: «Револьвер» и возвращение к историческим сериалам

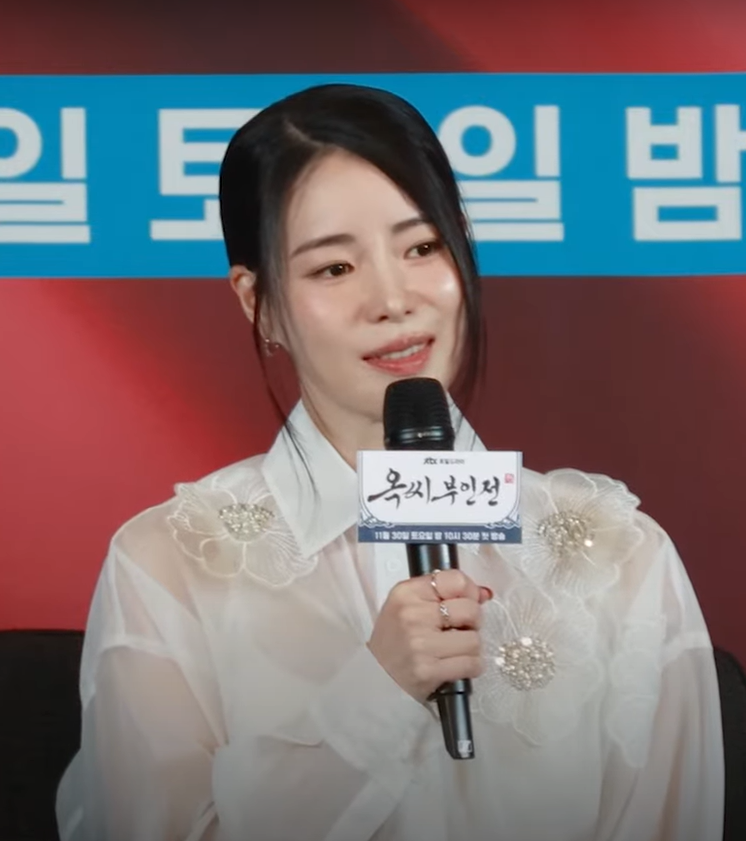
Лим Джинён на пресс-конференции «История госпожи Ок», 2024 год

В июне 2024 года компания PlusM Entertainment подтвердила участие Лим в фильме-мести «Револьвер» вместе с актерами Чон Доён и Чжи Чануком. Фильм вышел в августе 2024 года. Лим, продемонстрировавшая свой уникальный стиль в роли таинственной Чон Юн Сон в «Револьвере», получила награду за лучшую женскую роль второго плана на 33-й церемонии вручения кинопремии Buil Film Awards и была удостоена награды за лучшую мужскую роль на Лондонском кинофестивале Восточной Азии 2024. Комитет кинофестиваля отметил харизму и глубину актерской игры Лим в «Револьвере», подчеркнув её мощное и очаровательное выступление в восточноазиатском кино этого года. В ноябре 2024 года началась трансляция исторической драмы «История госпожи Ок», в которой Лим играет главную роль. Это её седьмая историческая дорама после «Джекпота», вышедшего семь лет назад. Игра Лим получила положительные отзывы за ее образ Гукдок, сбежавшей рабыни, которая, переодевшись в дочь благородной семьи «Ок Тхэ Ён» после смерти настоящей Ок Тхэ Ён, стала «сильной и независимой главной героиней», завоевавшей сердца зрителей сериала.

## Фильмография
| Год       |    | Русское название                     | Оригинальное название   | Роль       |
| --------- | -- | ------------------------------------ | ----------------------- | ---------- |
| 2014      | ф  | Одержимость                          | 인간중독                | Чон Гахын  |
| 2015      | ф  | Коварство                            | 간신                    | Данхи      |
| 2015      | с  | Высшее общество                      | 상류사회                | Ли Джии    |
| 2016      | с  | Джекпот                              | 대박                    | Дамсо      |
| 2016      | ф  | Счастливый ключ                      | 럭키                    | Ынджу      |
| 2016—2017 | с  | Дуновение ветра                      | 불어라 미풍아           | Ким Мипхун |
| 2019      | с  | Одержимость                          | 인간중독                | Чон Гахын  |
| 2019      | ф  | Война цветов: Одноглазый валет       | 타짜: 원 아이드 잭      | Ёнми       |
| 2019      | с  | Добро пожаловать в жизнь             | 웰컴2라이프             | Ра Сион    |
| 2020      | ф  | Ускользающий человек                 | 유체이탈자              | Мун Джина  |
| 2022      | вс | Бумажный дом: Корея                  | 종이의 집: 공동경제구역 | Сеул       |
| 2022      | вс | Особняк                              | 장미맨션                | Сон Джина  |
| 2022—2023 | вс | Слава                                | 더 글로리               | Пак Ёнджин |
| 2023      | с  | Ложь, спрятанная у меня в саду       | 마당이 있는 집          | Ли Санын   |
| 2023      | с  | Голосование по поводу смертной казни | 국민사형투표            | Чу Хён     |